# Љубиша Милојевић
Љубиша Милојевић Краљево, 7. априла 1967) бивши је српски и југословенски фудбалер. Био је члан генерације Црвене звезде која је освојила европску титулу 1991. године.

## Каријера
Поникао је у редовима Слоге из Краљева, а током лета 1989. прешао је у београдску Црвену звезду. Касније је послан на позајмицу у прволигаша Рад током сезоне 1989/90. Након тога, Милојевић се вратио у Црвену звезду за коју је одиграо осам утакмица када су освојили првенствену титулу 1990/91. Поново се придружио Раду у лето 1991. године постигавши 12 голова на 31 одиграној утакмици у првенству.
У лето 1992. Милојевић прелази у Грчку и потписао је уговор са Арисом из Солуна. Скупио је 149 наступа у грчкој лиги и постигао 38 голова за клуб током пет сезона. Такође је играо и за грчког нижелигаша Панетоликос, а након тога је завршио играчку каријеру.
Ради као тренер у школи фудбала у свом родном граду.

## Трофеји
Црвена звезда
- Куп европских шампиона (1) : 1990/91.
- Првенство Југославије (1) : 1990/91.